# Lý Toàn Lược
Lý Toàn Lược (chữ Hán: 李全略, ? - 826), vốn tên là Vương Nhật Giản (王日簡), là Tiết độ sứ Hoành Hải dưới thời nhà Đường trong lịch sử Trung Quốc.
Ban đầu Toàn Lược là tiểu tướng ở Trấn châu, phụng sự tiết độ sứ Thành Đức Vương Vũ Tuấn. Từ năm 809, cháu của Vũ Tuấn là Tiết độ sứ Vương Thừa Tông bị triều đình thảo phạt, quân tình trong trấn bất an. Vương Nhật Giản bèn tìm cách bỏ trốn khỏi Triệu, theo về với nhà Đường, được bổ nhiệm thứ sử Đại châu.
Năm Trường Khánh đầu tiên thời Đường Mục Tông (820 - 824), quân Thành Đức nổi dậy giết tiết độ sứ Điền Hoằng Chánh, Hà Bắc trở nên rối loạn. Nhà Vua cho rằng ông trước từng làm tướng ở Triệu nên mời vào hỏi kế. Nhật Giản trình bày việc lợi hại, xin làm tiên phong đến Hà Bắc để đánh dẹp, được ban chức thứ sử Đức Châu. Cùng năm 821, được phong chức Tiết độ sứ Hoành Hải, ban họ Lý, tên là Toàn Lược, cai trị ba châu Thương, Đức, Lệ.
Lý Toàn Lược sai con là Lý Đồng Tiệp vào triều đình yết kiến, dâng tiền nghìn vạn. Những năm tiếp theo, Toàn Lược tự cầu phong chức vị, được phong Thương châu trưởng sử, Tri châu sự, Chủ trung quân binh mã. Sau việc này, ông tìm cách lấy lòng quân sĩ, tích trữ lương thực; bề ngoài trung thuận nhưng bên trong có gian mưu. Thứ sử Lệ châu Vương Tắc Thiện được lòng người, Toàn Lược bèn giết đi, ngoài ra còn hại nhiều người khác.
Năm 826 chết. Con là Lý Đồng Tiệp lên thay nhưng không được ban tiết việt, rồi bị triều đình thảo phạt, giết chết.